# 索尔比耶 (阿列省)
索尔比耶（法語：Sorbier，法語發音：[sɔʁbje]）是法国阿列省的一个市镇，位于该省东部，属于维希区。

## 地理
索尔比耶（46°21'55"N, 3°39'38"E）面积17.09 平方千米，位于法国奥弗涅-罗讷-阿尔卑斯大区阿列省，该省份为法国中部省份，北起涅夫勒省、西北接谢尔省，西南至克勒兹省，南至多姆山省，东南临卢瓦尔省，东临索恩-卢瓦尔省。
与索尔比耶接壤的市镇（或旧市镇、城区）包括：贝尔、沙泰尔佩龙、沙夫罗什、蒙孔布鲁莱米讷、圣莱昂、泰什河畔瓦雷讷。

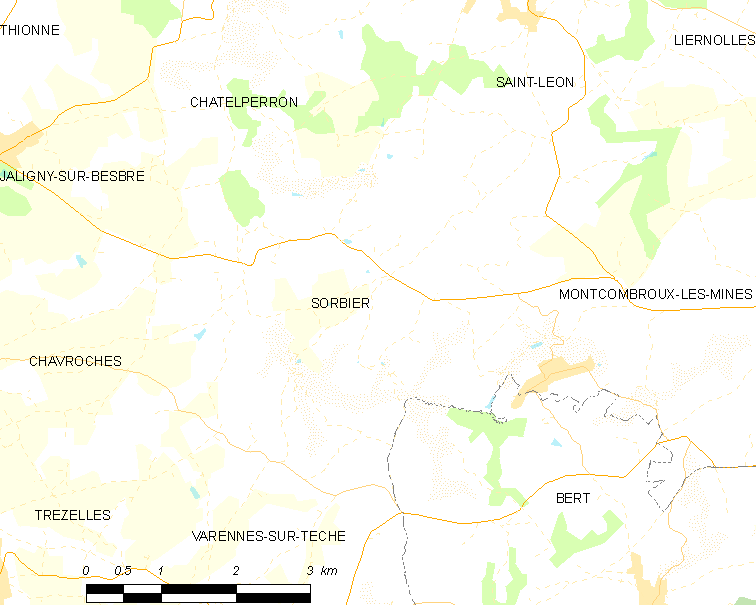
的OSM定位图

索尔比耶的时区为UTC+01:00、UTC+02:00（夏令时）。

## 行政
索尔比耶的邮政编码为03220，INSEE市镇编码为03274。

## 政治
索尔比耶所属的省级选区为穆兰第二县。

## 人口

1962-2008年间人口变化图示

索尔比耶于2022年1月1日时的人口数量为321人。